# Olenecamptus shanensis
Olenecamptus shanensis es una especie de escarabajo longicornio del género Olenecamptus, categorizada en la tribu Dorcaschematini, de la subfamilia Lamiinae. Fue descrita por Gilmour en 1952.

## Descripción
Mide 14 mm de longitud.

## Distribución
Se distribuye por Birmania.